# Distance (2001)
Distance ist ein japanischer Film von Hirokazu Koreeda aus dem Jahr 2001. Der Film wurde für die Goldene Palme auf den  Filmfestspielen von Cannes 2001 nominiert.

## Handlung
Mitglieder einer Sekte nach dem Vorbild der Aum-Sekte sabotieren die städtische Wasserversorgung und begehen dann an einem See kollektiven Suizid. Die Angehörigen der Opfer treffen sich am Jahrestag des Massenselbstmords an diesem See. Sie treffen Asano, einen früheren Angehörigen der Sekte, der sich für die Sabotage der Wasserversorgung vorbereitet hat, in letzter Minute aber aufgedeckt worden ist. Er zeigt den Angehörigen die Hütte, in der sie sich für den Anschlag vorbereitet haben. Die Angehörigen verbringen dort gemeinsam die Nacht und erinnern sich an die verstorbenen Sektenmitglieder. Sakata und Atsushi unterhalten sich über Yūko, die Schwester von Atsushi, die Sakata dazu gebracht hat, in der Nacht vor dem Anschlag mit ihm zu fliehen.

## Kritik
„Distance ist ein schaurig-inspirierender Film, der beweist, dass das Interesse des japanischen Kinos an Gruseligem weit über die Grenzen von Horrorklassikern wie The Ring, Battle Royale oder Audition hinausreicht. Ähnlich wie bei Aoyama Shinjis Eureka verdeutlicht diese impressionistisch gehaltene Arbeit, dass wirklicher Horror in den Tiefen der Verständnislosigkeit zwischen dem Selbst und den Anderen zu finden ist.“